# Pointe La Rue
Pointe La Rue é um Distrito de Seicheles localizado na região leste da Ilha de Mahé com uma área de 3.350 km², em 2021 a população e a densidade desse distrito foi estimada em 3,267 habitantes e a densidade em 975.2/km², segundo o censo de 2010 em Pointe La Rue havia 2,065 homens e 2,103 mulheres.